# شهرستان لنکستر (کارولینای جنوبی)
شهرستان لنکستر، کارولینای جنوبی (به انگلیسی: Lancaster County, South Carolina) یک سکونتگاه مسکونی در ایالات متحده آمریکا است که در کارولینای جنوبی واقع شده‌است.

## خصوصیات
شهرستان لانکستر ۱٬۴۳۷٫۴۵ کیلومترمربع مساحت دارد.